# Borowiacy Kujawscy
Borowiacy Kujawscy (Borowiaki kujawscy, borowioki kujowskie) – niewielka grupa etnograficzna ludności polskiej, będąca podgrupą Kujawiaków, oparta na kolonizacji leśnej na tzw. Kujawach borowych, w okolicach Sompolna, Brdowa, Przedcza. Ludność ta w dużej mierze posługuje się gwarą kujawską. Tereny Kujaw Borowych zamieszkuje dziś ok. 40-50 tys. osób. Największe ośrodki Kujaw Borowych to: Sompolno, Izbica Kujawska, Babiak, Chodecz, Przedecz, Lubień Kujawski i Brdów.